# ペッター・オルセン
ペッター・ハルフダン・ルドルフ・フレドリック・オルセン（ノルウェー語:Petter Halfdan Rudolf Fredrik Olsen、1948年2月7日 - ）は、ノルウェーの実業家。フレッド・オルセングループ社長であるフレドリック・オルセンの弟にあたる。

## 経歴
オルセンはかつてエドヴァルド・ムンク作叫びの1895年版パステル画を所持していた。彼の所持していたムンクの作品は彼の父親、トーマス・フレドリック・オルセンによって収集されたもので、彼の母、アンリエットは遺書にそれらの作品は弟ペッター・オルセンへ相続すると書き残していた。そのため兄のフレドリック・オルセンはペッター・オルセンと相続について2001年、オスロ地方裁判所で争ったが敗訴した。ペッター・オルセンが所持していた叫びは2012年5月2日に競売にかけられ、実に1億1990万ドル、日本円にして約96億円の史上最高額で落札された。その収益はノルウェー・ヴィドステンでの博物館建設にあてられる。
2006年より、ブリティッシュ・シェイクスピア・カンパニーのパトロンを務めている。

## 外部サイト
- "Lillebror Olsen tok siste stikk", in Dagbladet 6 June 2001.